# Leonardus Bernardus Josephus Vermeulen
Leonardus Bernardus Josephus Vermeulen (Amsterdam, 21 januari 1883 – Den Haag, 15 juni 1962) was een Nederlands jurist. Hij bekleedde diverse functies binnen de rechterlijke macht en was onder meer advocaat-generaal bij het Gerechtshof in Den Haag.

## Biografie
Vermeulen werd geboren in Amsterdam als zoon van politicus Petrus Jacobus Franciscus Vermeulen en Maria Angelina Anna Antonetta Hubertina Borret. Hij studeerde rechten aan de Universiteit van Amsterdam en promoveerde in 1909 bij David van Embden.
Na zijn promotie werkte Vermeulen korte tijd bij een bankinstelling in Amsterdam. In 1910 werd hij benoemd tot waarnemend griffier bij het kantongerecht in Den Haag en kort daarna tot griffier bij het kantongerecht in Veghel. In oktober 1911 volgde zijn benoeming tot ambtenaar bij het Openbaar Ministerie in 's-Hertogenbosch. Van 1919 tot november 1934 was hij substituut-officier van justitie bij de arrondissementsrechtbank aldaar.
Naast zijn werkzaamheden binnen de rechterlijke macht was Vermeulen actief in het maatschappelijk leven van 's-Hertogenbosch. Hij was lid van de gemeenteraad, leraar en directeur van de plaatselijke politieschool, voorzitter van de examencommissie voor de politieopleiding van de R.K. politiebond St. Michaël, voorzitter van de Armenraad, vicevoorzitter van de Vereniging voor Kinderbescherming, en bijna tien jaar president-plaatsvervanger van de krijgsraad voor de landmacht.
In november 1934 werd Vermeulen benoemd tot advocaat-generaal bij het gerechtshof in Den Haag. Tevens fungeerde hij als advocaat-fiscaal bij het Hoog Militair Gerechtshof. Daarnaast was hij secretaris-regent van het Rooms-Katholiek Ziekenhuis St. Johannes de Deo in Den Haag.

## Onderscheiding
- Ridder in de Orde van Sint-Gregorius de Grote (1960)